# 일본 정교회
일본 정교회(日本正敎會)는 일본에 있는 동방 정교회이며, 현재 러시아 정교회의 산하에 있는 자치교회이다. 정식 명칭은 일본 그리스도 정교회(일본어: 日本ハリストス正教会)라고 한다.

## 역사

### 일본과 정교회의 만남
일본과 정교회의 만남은 1696년(겐로쿠 9년) 덴베에(傳兵衛)라는 오사카 출신의 상인이 러시아 캄차카 반도에 표류하면서 시작되었다. 당시 러시아의 황제 표트르 1세의 칙령으로 상트 페테르부르크에 설립된 일본어학원의 교수로서 일본어를 가르치기도 하였던 덴베에는 러시아 정교회에서 가브릴(Гавриил=가브리엘)이라는 이름으로 세례를 받아 최초의 일본인 정교회 신자가 되었다.
그리고 일본 땅에 정교회가 뿌리를 박은 것은 에도 시대 말인 1858년(안세이 5년) 홋카이도의 하코다테에 러시아 영사관이 들어서면서였다. 이 영사관 경내에 임시 기도소가 설치되고, 2년 후에는 부속 성당이 완공되었다. <주 부활 성당(主の復活聖堂)>라는 이름의 성당은 지역 인부들이 건설에 참여함으로써 일본인에 의해 지어진 최초의 정교회 성당이 되었다. 또한 그 독특한 종소리로 인해 오늘날까지 지역 주민들로부터 땡땡절(ガンガン寺)라는 애칭으로 불리며 사랑받고 있다.
그러나 당시 일본이 아직 기독교를 사교(邪敎)로 여겨 금지하던 상황에서 이는 어디까지나 일본에 거주하는 러시아인들을 위한 외인교회였을 뿐 일본인들을 상대로 하는 선교는 행해지지 않았다.

### 러시아 선교사 니콜라이 카삿킨의 도래와 첫 세례
일본정교회의 개척자로 오늘날 일본의 정교신도들로부터 ‘일본의 광조자, 사도대등자 성 니콜라이(일본어: 日本の光照者、亜使徒 聖ニコライ)’라는 별칭으로 존경받는 니콜라이 카삿킨은 1836년 러시아 서부 스몰렌스크 주의 마을 성당 보제의 아들로 태어났다. 12살 되던 해에 모친을 여의고 신앙심이 강렬한 아버지의 절대적인 영향을 받으며 성장하였다. 그는 한때 군인이 되고 싶어 하였으나 아버지의 기대에 따라 성직자로서 일생을 하느님에게 바치기로 결심하였다. 그리하여 1857년 국비 장학생으로서 상트 페테르부르크 신학대학교에 입학, 착실히 학업을 닦던 중 일본에 관심을 가지게 되어 일본선교에 대한 열망을 품게 되었다. 그러던 중 때 마침 일본 주재 러시아영사관에서 새로 사목할 사제를 모집하는 공고를 보고 지원, 수도사제로 서품되어 1860년(만엔 원년) 7월 29일 상트 페테르부르크에서 일본으로 출발하였다.
당시 아직 시베리아 횡단 철도가 건설되지 않은 상황에서 니콜라이 신부는 짐마차로 시베리아를 횡단하여 아무르강 하구의 니콜라옙스크에 도착, 이곳에서 군함 아무르 호를 타고 하코다테로 향하였다. 항해 중에 아무르 호는 좌초한 일본 배를 구조하였다. 이때 니콜라이 신부는 태어나서 처음으로 일본인을 만났고 그들의 예의바름에 깊은 감동을 받았다. 그리고 드디어 1861년(분큐 원년) 율리우스력 7월 2일 니콜라이 신부는 홋카이도 하코다테에 도착함으로써 일본 땅에 발을 들였다.
하코다테에서 니콜라이 신부의 임무는 전술하였듯이 러시아 영사관의 직원들과 현지 주재 러시아 신민들을 상대로 사목하는 것이었으나, 그의 목표는 처음부터 이에 머무르지 않고 일본인을 상대로 선교하는 것이었다. 그래서 고사기와 일본서기 등을 읽으며 열심히 일본어와 일본문화를 공부하였다. 또한 일본인을 대상으로 시행할 선교전략도 연구하였다. 당시 하코다테는 개항 직후 활기가 넘치던 도시로 막부 말기의 혼란과 함께 양이파, 개국파 등 다양한 파벌에 속하던 낭인들이 몰려들어 엎치락뒤치락하는 등 가히 북쪽의 나가사키라 할 만하였다. 1868년(게이오 4년) 이곳에서 니콜라이 신부는 가히 신이 보내준 사람 같은 한 인물을 만나는데 그의 이름은 사와베 다쿠마(澤邊琢磨; 1833~1913), 그 유명한 유신지사 사카모토 료마의 사촌동생이었다.
도사번 출신의 존왕양이주의자였던 다쿠마는 막부에 쫓겨 하코다테로 도망쳐 그 지역 신관의 사위가 되어 재기를 노리고 있었다. 그러던 차에 러시아 영사가 자신의 아들들을 위한 검도사범으로 사와베 다쿠마를 고용하였고, 사와베는 러시아 영사관을 출입하게 되어 자연히 니콜라이 신부를 알게 되었다. 원래 양이파인데다 신관의 딸과 결혼하여 기독교에 대한 증오를 불태우던 사와베 다쿠마는 니콜라이 신부의 존재에 격분하여 신부를 살해할 작정으로 그의 방으로 찾아갔다. 자신을 죽이러 온 사와베에게 니콜라이 신부는 대담하게도 정교에 대해 알고 난 후에 자신을 죽여도 늦지 않으니 먼저 정교의 교리를 설명할 기회를 달라고 했고 사와베는 이를 허락했다. 그리하여 사와베는 신부가 말하는 천지만물을 창조하고 주관하는 유일신에 매료되어 신부의 말을 받아적기 시작하더니 급기야는 신부의 가르침에 완전히 탄복하여 그 열렬한 추종자가 되기에 이르렀다. 그리고는 자신이 받아들인 정교를 주변 사람들에게도 전도하기 시작하였다. 대부분은 우국지사이자 양이주의자였던 그가 정신이 이상해졌다고 생각하고 무시하였으나 의사인 사카이 도쿠레이(酒井篤禮; 1834~1882), 우라노 다이조(浦野太藏)가 그를 따라 니콜라이 신부의 가르침을 받게 되었다. 그리하여 1868년(게이오 4년) 4월 이 세 사람은 세례를 받았다. 당시는 아직 기독교 금지령이 해제되지 않았기 때문에 이들의 세례성사는 비밀리에 러시아 영사관 내 부속 성당이 아닌 니콜라이 신부의 방에서 이루어졌다. 사와베는 파웨르(パウェル=바오로), 사카이는 이오안(イオアン=요한), 우라노는 야코후(ヤコフ=야곱 또는 야고보)라는 세례명을 받고 그리스도인으로서 새로운 인생을 시작하였다. 이것이 일본 땅에서 이루어진 정교회의 첫 세례성사였으며, 니콜라이 신부의 열망이 첫 결실을 맺은 것이었다.

### 선교회의 설립과 번역사업
세 사람의 신도가 탄생하고 나서 이듬해인 1869년(메이지 2년) 12월 4일 니콜라이 신부는 모스크바 관구장주교 인노켄티 베니아미노프(Иннокентий Е. Попов-Вениаминов; 1792~1879)에게 보낸 서간에서 선교의 개시를 보고하였다. 앞서 그 해 초 니콜라이 신부는 러시아 본국의 신성종무회의로부터 대대적인 선교를 위한 일본선교회(日本傳道會社)의 설립을 허락받기 일시 귀국한 상태였다. 이리하여 설립된 일본선교회는 캄차카 주교의 통솔을 받게 되고 선교자금으로 6천 루블(당시 1루블은 1978년 기준으로 400엔에 해당)이 주어졌다. 또한 니콜라이 자신은 1870년에 대수도사제로 승품되었다.
한편 일본에 남아있던 세 사람의 개종자들도 활발하게 전도활동을 펼쳤는데, 보신 전쟁과 에노모토 다케아키의 거병에 참가했던 구 막부파 가운데 도호쿠 지방 센다이 번 출신의 몇몇 인사들이 귀의하였다. 이들은 정치적 재기가 불가능함을 깨닫고 정교의 교리 연구로 전향함으로써 일본본토에도 정교의 씨가 뿌려지게 되었다. 그리고 1871년(메이지 4년) 니콜라이 신부가 일본에 돌아오자 사와베의 거처에 모여 있던 이들은 세례를 받았다.
또한 이때 니콜라이 신부가 가져온 석판 인쇄기를 통하여 이미 번역되고 있었던 성서와 각종 기도문, 예식서, 교리서 등이 간행되기 시작하였다. 이는 아마도 일본 최초의 석판인쇄였을 것이다. 처음에는 번역의 원전으로 청국에서 간행된 중국어 성서와 교리서적들이 채택되었으나, 점차 러시아어 학습도 병행되면서 중국어판 번역본은 경원시되고 러시아어 원서가 그 자리를 차지하게 되었다. 이를 위하여 러일사전(露和字典)이 출판되었고, 이것은 1881년 문부성이 러일사전을 간행할 때까지 널리 이용되었다. 니콜라이 카삿킨이 숨을 거두기 직전까지 계속된 번역사업은 1882년(메이지 15년)경부터는 한학자(漢學者) 파웨르 나카이 쓰구마로(中井木菟麿)가 번역에 참가함으로써 한층 진일보하였다. 이때 전례용 언어로 채택된 것은 한문어조의 문어체로 현대 일본인에게는 난해하지만 일본정교회는 여전히 이를 하느님에게 부합하는 최상의 언어로 존중하여 전례에 사용하고 있다.

### 상경과 교세 확장
하코다테에서의 선교가 착실히 진행되었지만 니콜라이 신부는 도쿄에서의 선교를 절실히 희망하였다. 그리하여 1871년(메이지 4년) 12월에 일본선교를 보좌하기 위해서 러시아로부터 수도사제 아나톨리 신부가 하코다테에 도착하자 그에게 하코다테에서의 선교를 맡기고, 이듬해 1월 하코다테를 출항하여 2월 도쿄에 도착하였다. 그곳에서 전도활동을 하는 동시에 러시아어 등을 가르치며 수도자로서의 청빈한 생활을 유지하였다. 또한 불교의 교리를 학승(學僧)들에게 청하여 연구하기도 하였다. 점차 그의 명성은 높아져 많은 명사등도 방문하기 시작하였다. 더욱이 1872년(메이지 5년)에 러시아의 황족 알렉산드르 공이 일본을 방문했을 때 메이지 천황과의 통역을 맡은 것을 기회로, 외국인 선교사로서 알현의 선례를 남기었다. 그 후로도 황족이나 정부 관계자 등과의 교류는 깊어져 갔다.
니콜라이 신부는 처음에는 시내에 나가 사람들의 집을 한 채 한 채 방문하여 전도하였다. 그러나 곧 선교사역을 체계화할 필요를 느껴 나중에 대성당이 세워질, 선교의 본거지부터 찾아 나섰다. 그리하여 지금의 부활 대성당(니콜라이 당)이 서있는 장소, 간다(神田) 스루가다이(駿河台)를 사들였는데 당시에는 외국인의 토지소유가 인정되지 않았기 때문에 러시아 공사관의 부속지라는 형식으로 등기하였다.
본거지가 정해지는 무렵 도호쿠 각지로부터 교리연구를 위해 많은 사람들이 상경하였고, 도쿄에서도 신봉자들이 나왔다. 니콜라이 신부는 교역자가 되려고 하는 사람들을 위해 전도학교를 열고 선교관 등의 건물들을 세우기 시작하였다.
이렇게 해서 1874년(메이지 7년)이 되자 도쿄에서의 선교활동도 큰 진보를 이루었다. 아사쿠사 등지에 강의소가 설치하고 교리교사를 배치했다. 이윽고 나고야 등의 도카이 지방, 또 교토와 오사카 등 간사이 지방에서의 전도도 시작되었다. 1874년(明治 7년) 5월 니콜라이 신부는 최초로 포교 회의를 도쿄에서 열었다. 이때 전도규칙이 정해져 교리 교사의 의무, 유아의 교리 교육, 교리 교사 도우미(議友)의 역할을 규정하였다. 그리고 1875년(메이지 8년) 7월 12일 도쿄에서 교회회의(synod)가 열렸다. 출석 의원은 28명. 신도의 증가에 수반해 성직자의 필요가 제기되어 파웨르 사와베 다쿠마를 사제로, 이오안 사카이 도쿠레이를 보제로 세우기로 결정하였다. 이리하여 사와베와 사카이는 일본인 최초로 정교회 성직자들이 되었다.
이 무렵 러시아에서 성가 교사와 사제들이 와서 성가교육과 러시아어 교육을 활성화시켰다. 동시에 일본인 신도들이 러시아로 유학을 가서 러시아 정교회의 신학과 예술을 배우기도 하였는데 대표적인 예로 원래 우키요에 화가였던 이리나 야마시타 린(イリナ山下りん; 1857~1939)은 1880~83년 러시아 상트 페테르부르크로 유학을 다녀와 탁월한 성상(icon) 제작자가 되었다. 그녀의 존재는 일반 미술사의 관점에서도 주목받고 있는데 그녀가 제작한 성상은 지금도 각지의 정교회 성당에 모여 있다.
또한 1876년(메이지 9년)에는 신학교가 개교하였는데 남녀 모두 입학이 가능하여 성직자뿐만 아니라 다양한 분야에서 활약하는 사람들을 배출하였다. 더욱이 1880년(메이지 13년) 니콜라이가 주교로 승품됨으로써 이제 일본 현지에서 성직자들을 서품하는 일이 용이해졌다.

### ‘니콜라이 당’과 교회의 전성기
1884년(메이지 17년) 3월, 니콜라이 주교는 드디어 대성당 건립에 착수하였다. 신도수가 이미 1만 명을 넘었으며 매년 수세자(受洗者)도 1천명을 넘어 발전하는 교회를 위한 심볼이 필요하다고 생각해 대성당 건립에 착수했던 것이다. 이때 첫 신자이자 첫 성직자인 파웨르 사와베 신부가 대성당 건립에 반대하여 스승인 니콜라이 주교와 대립하였다. 사와베 신부는 대성당 건립에 들어갈 거금이 곤궁한 성직자와 교리교사들의 생활비로 돌아가야 한다고 주장했던 것이다. 그렇지만 나중에 니콜라이 주교와 사와베 신부는 화해하고, 대성당은 1891년(메이지 24년) 3월에 준공되어 부활 대성당이라는 이름으로 신에게 봉헌되고 축성되었다. 축성의 제전은 몇 일간에 걸쳐서 거행되어 각계 명사, 각국 대사와 공사, 타 교파 대표와 신도 그리고 일반 참배자들로 가득하였다. 또 이때에 임시 교회회의도 개최되어 사제 19명, 보제 6명, 교리교사 124명, 평신도 대표 66명이 출석하였다. 부활대성당은 성 니콜라이 카삿킨의 위대한 업적을 기려 언젠가부터 일반 사람들에 의해 ‘니콜라이 당(ニコライ堂)’이라고 불리게 되었다.
이곳에 이리나 야마시타 린이 제작한 성상들이 모셔졌다. 100명 이상으로 구성된 성가대가 찬양하였고, 어린이들로 구성된 특별 성가대도 조직되었다. 큰 교구에서는 부녀회를 조직하였으며, 교회의 작은 그룹들이 매달 성경공부 모임을 가졌다. 그들은 동시에 가난한 사람들을 돕고 버려진 아이들을 보살피는 프로그램을 만들었다. 교회는 급속히 성장하여 1891년 성당이 219개, 사제가 22명, 신도수는 20,048명이 되었다.
한편 일본전통을 존중하여 교회의 토착화도 진행되었다. 어떤 서양인은 일본의 한 정교회 성당을 방문하였을 때 신도들이 입구에서 신발을 벗고 들어가는 모습을 보고 깜짝 놀랐다. 일본인들은 집에 들어갈 때 항상 신발을 벗는다. 하물며 하느님의 집에 들어가면서 어찌 신발을 벗지 않을 수 있겠는가? 그러므로 신발을 벗는 것은 단순히 문화적인 관습이 아니라, 그들 나름대로 기독교 가치를 지닌 기독교 행위이며 교회 안에 살아계신 하느님을 가족적인 관계 안에서 친밀하게 느끼는 관계로 이해하고 있다는 사실을 말해준다.
또한 이 시기에 신도의 계몽을 위한 정기간행물의 발간도 활성화되었다. 1880년(메이지 13년) 12월 15일 《정교신보(正敎新報)》가 창간되어 매월 2회씩 발행되었는데 그 내용으로 교세발전의 보도와 교화(敎話), 훈화 등을 담고 있었다. 이는 훗날 1912년(다이쇼 원년) 11월에 창간된《정교시보(正敎時報)》로 계승되어 오늘날까지 매월 1회씩 발행되고 있다. 그리고 기독교 가정용 잡지로는 《정교요화(正敎要話)》가 있어 1918년(大正 7년)까지 간행된다. 이 역시 성인전이나 훈화 등이 풍부히 게재된 것이었다. 또 신학-철학의 학술잡지로서 《심해(心海)》가 1893년(메이지 26년)에 창간되어 일본의 기독교 신학과 당시 사상계에 큰 영향을 미쳤다.

### 러일전쟁과 시련의 시작
1891년(메이지 24년) 5월 11일 일본을 방문 중이던 러시아 황태자 니콜라이 알렉세예비치가 경호를 맡고 있던 일본 순사에게 습격을 받은 오쓰 사건이 벌어졌다. 이때 니콜라이 주교는 부상당한 러시아 황태자를 알현하여, 그의 일본에 대한 감정을 온화하게 하려고 애썼다. 주교가 일본정부 내에 많은 사람들을 알고 있던 것과 병행해서, 이것은 러시아인이라는 사실과 상관없이 니콜라이 주교가 일본정부로부터 큰 신뢰를 얻는 결과로 이어졌다.
그러나 당시 일본과 러시아는 극동에서의 패권을 두고 대립하고 있었고, 청일전쟁 이후 러일관계는 더욱 악화되어만 갔다. 이에 따라 일본 정교회도 그 영향을 받지 않을 수 없었다. 일본 내에 팽배한 반(反)러시아 감정으로 전국 각지에서 ‘노탐(露探)’이라고 불리며 배척당했고, 본국의 러시아 정교회로부터의 자금지원이 점점 감소하여 한때 중단되기에 이르렀다. 그리하여 1903년(메이지 36년) 8월 니콜라이 주교는 재정독립을 위한 모금을 실시하였다. 그러나 아직 완전한 재정독립은 불가능하였다.
이윽고 다음해 2월, 마침내 러일 양국은 국교를 단절하고 러일전쟁이 일어나고 말았다. 이로써 일본에서의 선교사역은 큰 위기에 봉착하고, 니콜라이 주교의 정치적 입장이 무대에 올랐다. 그러자 주교는 "우리 그리스도인들은 또 다른 조국을 가지고 있습니다. 그 조국은 바로 교회입니다. 교회 안에서 우리 모두는 하늘에 계신 아버지의 자녀로서 한 가족을 이루고 있습니다. 제가 여러분을 떠나지 않는 이유가 바로 여기에 있습니다. 여러분은 나의 형제자매이며, 저도 여러분의 가족입니다."라고 선포하고 일본을 떠나지 않은 채 자신의 자리를 지켰다. 더 나아가 예수 그리스도도 그의 조국 이스라엘에 대한 애국심에서 예루살렘을 향해 눈물을 흘렸던 것을 상기시키면서 일본의 정교도들도 그들의 조국 일본을 위해 기도하고 충성할 것을 지시하였다. 그리고 정교회에 대해 편견을 가진 일본인들을 의식해서 일본정교회가 그리스와 중동의 정교회들과도 교류하고 있다는 사실을 들어 정교회란 세계만인의 보편적인 신앙이지 러시아만의 특유한 전통은 아니라고 주장하였다.
개인적으로 니콜라이 주교는 내면에는 거듭되는 러시아 군의 참패와 조국 러시아의 몰락에 고뇌하며 자신의 일기에서 이를 토로하곤 하였다. 때문에 러시아 황제의 신민인 자신은 러시아를 이기게 해달라는 일본 정교회의 공식 기도회에는 불참하기로 하였다.
한편 일본군의 포로가 된 러시아 장병들은 일본 전국 27개소에 수용되었다. 일본정부는 이 포로들을 후대하였고, 일본 정교회도 니콜라이 주교의 지도 아래 각 수용소에 사제를 파견하여 러시아어로 성찬예배를 거행하고 기도를 해주었다. 러시아어 복음서나 기도서, 팜플렛 등도 발행되었는데 이러한 일은 일본 정교회의 명성을 높이게 만들었다. 동시에 니콜라이 주교 자신의 위대한 인격이 널리 알려져 종전 후에는 이전보다 더욱 국민의 신임을 얻게 되었다.
하지만 일본 민중의 반(反)러시아 감정은 피할 길이 없었다. 히비야 방화 사건 때는 도쿄 부활대성당과 그 관련시설을 폭도에게 습격당하게 되어, 하마터면 폭도들이 지른 불에 전소될 뻔하였다.
니콜라이 카삿킨은 1911년(메이지 44년) 대주교로 승품되었고, 여생 내내 수도자로서 검소한 삶을 살며 선교사역의 많은 열매를 거두었다. 이듬해 숨을 거두었을 때 일본정교회의 신도수는 33,000명을 넘었으며, 266개의 교구가 조직되었고, 1명의 러시아인 주교, 35명의 일본인 사제, 22명의 일본인 보제, 116명의 교리교사 그리고 82명의 신학생들이 있었다. 이제 이들은 자신들의 위대한 목자를 잃고 오랜 방황을 시작하게 될 것이었다.
이때 메이지 천황은 화환을 보내 애도를 표하였다. 외국인 선교사의 장례식 때 천황의 화환이 주어진 것은 이례적인 일이었다.

### 러시아 혁명과 일본 정교회
1914년(다이쇼 3년) 발발한 제1차 세계대전은 일본에게는 대륙 진출의 새로운 계기로 작용하였으나 러시아에게는 제국이 멸망하는 계기로 작용하였다. 1917년(다이쇼 6년) 율리우스력 10월, 레닌과 트로츠키 등 마르크스주의 급진파가 일으킨 공산주의 혁명은 정교회 나라였던 러시아 제국을 무신론의 소비에트 사회주의 공화국 연방(소련)으로 바꿔버렸다.
이리하여 소련에서 러시아 정교회는 대대적으로 탄압을 받아 총대주교 티혼 벨라빈(Тихон И. Беллавин; 1865~1925)이 비밀경찰에 체포되고, 솔로베츠키예 제도의 거대한 수도원 공동체는 강제수용소로 바뀌었고, 세계 최대의 정교회 성당인 모스크바의 구세주 그리스도 대성당은 1931년 스탈린의 명령으로 폭파되었다. 일본 정교회의 초대 교토 주교를 역임했던 안드로니크 니콜스키(Андроник Николский; 1870~1918)는 생매장당한 곳에서 총살당하는 특이한 순교를 맞이하였다고 알려져 있다. 1921~23년에 걸쳐 주교 28명, 재속성직자 2,691명, 수사 1,962명, 수녀 3,447명 그리고 수많은 평신도들이 처형되었다고 하는 문헌도 있다.
이 시기 일본에서는 '러시아=소련'이라는 통속적 관념으로 인해 공산주의에 의한 최대 피해자인 정교회가 아이러니컬하게도 공산주의자의 동무(容共)로 오해받는 상황이 벌어졌다.
또 러시아 혁명 이후 러시아 정교회는 다른 나라의 정교회를 지원할 여유를 상실하였다. 때문에 일본 정교회도 모교회인 러시아 정교회로부터의 재정 지원이 끊기고 말았다. 당시 일본 정교회는 아직 재정적으로 자립할 수 있는 상태가 아니라서 급여를 지불할 수 없게 된 많은 교직자들을 해고시킬 수 밖에 없게 되어 교세는 쇠약해졌다.
또한 러시아 혁명을 피하여 일본으로 도망 온 많은 백군계 러시아인들이 일본 정교회에 합류하였다. 오늘날까지도 일본 정교회 내에 재일 러시아계 공동체가 존속하고 있다. 특히 도쿄 부활 대성당과 고베 교구에 그 영향이 현저하다.
이 어려운 시기에 니콜라이 대주교의 후계자인 세르기 티호미로프(Сергий А. Тихомиров; 1871~1945) 대주교는 일본 정교회를 지켜야 할 막중한 임무를 떠안게 되었다.

### 간토 대지진과 니콜라이 당의 재건
이와 같은 러시아 혁명의 여파가 계속되는 중, 일본정교회는 1923년(다이쇼 12년) 간토 대지진으로 도쿄 부활 대성당과 수도권 내의 몇 개의 성당도 손실되는 매우 큰 타격을 입었다. 지진으로 흩어졌거나 혹은 불타서 없어진 것으로 여겨지는 사료도 많았다.
이런 타격에도 불구하고 세르기 대주교는 강력하게 교회를 떠받쳐, 1929년(쇼와 4년) 대성당은 재건되었다. 재건에는 쿠릴 열도에서 타이완에 이르기까지 전국의 신도들로부터 많은 헌금이 들어왔고, 이후 일본정교회가 재정적으로 자립해나가는 하나의 계기가 되었다.
이때 다른 나라의 정교회에서도 도쿄 대성당의 재건을 위한 많은 헌금이 있었고, 국내에서도 신도들 외에 니콜라이 당의 문화적 가치에 동감한 다른 종교의 신도들로부터 적지 않은 헌금이 있었다는 사실이 세르기 대주교에 의해 언급되었다.
재건된 대성당의 축성식에는 전국에서 신자나 관계자가 3천 명 이상이 모였다고 전해진다. 참가한 교역자는, 세르기 대주교와 만주 하얼빈에 거주하고 있던 캄차카 대주교 네스토르(Нестор А. Анисимов; 1884~1962)를 포함한 39명이었다고 기록되어 있다. 지진 후의 도쿄 부흥 위원회 대표가 된 나카가와 노조무(中川望, 1875~1964; 당시 大阪府知事)도 예식에 참가했는데 그는 정교신도였다. 또 성공회 주교 존 맥킴(John Mckim; 1852~1936) 박사도 제의(祭衣) 차림으로 참가하였다. 세르기 대주교는 맥킴 주교를 '고(故) 니콜라이 대주교와 나의 가장 친한 친구'라고 기록하였다.
러시아 혁명 이후 새로이 일본 정교회에 대해 협력한 것은 일본 성공회였다. 20세기 전반, 일본 정교회와 일본 성공회 사이에는 비교적 우호적인 협력관계가 있었다. 양 교회 모두 로마 교황의 교황 수위권에 부정적이고, 과거 러시아 로마노프 왕조와 영국 하노버 왕조의 혈연관계 등의 요인들에 의해, 세계적으로 정교회와 성공회의 일치의 기운이 높아지게 된 것도 배경이 있었다. 2차 대전 후에도 양 교회의 우호적 관계는 계속되었다. 그렇지만 20세기 후반에는 세계적으로 일치의 기운이 소멸하여, 일본에서도 양 교회의 협력관계는 시들해졌다.

### 모교회와의 관계 문제와 자국인 주교의 탄생
1931년(쇼와 6년) 세르기 티호미로프는 러시아 정교회에 의해 관구장주교로 승품되었다. 하지만 이 무렵부터 일본 정교회에서는 동요가 확산되기 시작하였다. 소련 공산당정권의 통제 하에 놓인 러시아 정교회의 의사, 결정의 정당성 및 그 진위에 대한 의혹 때문에 신도들은 줄어들게 되었고, 모스크바와의 연락을 끊지 않는 관구장 세르기에 대한 의문의 목소리가 커져 갔다.
문제가 복잡하게 된 것은 러시아 혁명을 피해 해외로 이주한 러시아인들이 세운 해외 러시아 정교회(Russian Orthodox Church outside of Russia)가 1927년 공산당에 충성을 선언한 본국의 러시아 정교회를 비난하고 분리, 독립하면서였다. 그 중간에 끼어 있던 일본의 관구장 세르기는 공산주의를 통렬하게 비난했으나, 해외 러시아 정교회에 대해서도 분파주의라고 비판하였다. 더욱이 소련 정부의 강력한 대외연락 통제로 인해 세르기 관구장 주교는 러시아 본국의 사정에 무뎌져갔다. 급기야는 소련 당국에 의한 검열을 거친 본국 교회로부터의 편지 내용을 그대로 받아들여 실제로는 소련 치하에서 극심한 탄압을 받던 러시아 정교회가 '정상적인 길을 걷고 있다'라고 인식할 정도로 사태 파악을 못했고, 이러한 성향은 설교를 통해 일반 신도에게까지 알려지게 되었다. 이러한 관구장의 태도는 혁명을 피해 온 러시아인 망명자들에게는 도저히 받아들일 수 없는 것이었고, 반공의 기운이 높아진 일본인 신도 사이에서도 광범위한 반발이 일어나기에 이르렀다.
이런 상황에서, 일본 정부로부터 일본인 주교를 선발하라는 압력을 받았을 때 일본 정교회는 저항할 수 없었다. 이 시대에는 정교회만 아니라 일본 내 모든 기독교 교단들이 정부로부터 탄압을 받았으며, 일본 정교회 역시 예외일 수 없었다.
1940년(쇼와 15년), 세르기 관구장주교가 은퇴를 생각할 겨를도 없이, 갑작스레 일련의 파벌에 의해 니콜라이 오노 기이치(ニコライ小野歸一; 1872~1956) 신부가 일본 정교회의 주교로 추대되었다. 그런데도 당국의 감시는 끈을 풀지 않았고, 고령의 세르게이 관구장 주교는 1945년 특별고등경찰에 의해 체포되어 고문을 받았다. 석방 후 오래 못가 전쟁이 끝나기 불과 수 일 전인 8월 10일, 일본의 관구장주교 세르기 티호미로프는 74세의 나이로 숨을 거두었다.

### 종전 후 1970년대까지
전쟁이 끝나자 일본 정교회는 연합군 최고사령부(GHQ)에 의해 아메리카 정교회 산하에 들어가게 되었다. 따라서 전쟁 중에 추대되었던 니콜라이 오노 주교는 직위에서 밀려나고 미국인(러시아-슬라브계) 주교가 파견되었다. 이 미국인 주교들은 4대 18년간 일본 정교회를 주관하였는데 이에 대해 반발하는 신도들이 일본 정교회에서 이탈, 소련의 통제를 받는 러시아 정교회로 소속을 옮김으로서 사분오열의 양상을 보였다.
이와 같이 어려운 상황 속에서도 일본정교회는 계속해서 예배를 봉헌하고, 새로운 성당의 건립, 새로운 성가악보의 출판 등도 이루어지는 등 의연하고 활발한 신앙생활을 계속해 나갔지만, 일본 내에서 서방교회(천주교회, 개신교회, 일본 성공회)가 전후 교세를 크게 확대하여, 한때 천주교회에 버금가는 교세를 자랑했던 정교회는 교세를 확대할 기회를 잃고 정체에 빠지게 되었다.

### 자립
1970년(쇼와 45년)에 이르러 소련의 러시아 정교회와 아메리카 정교회 그리고 일본 정교회와 사이에 합의가 이루어져, 아메리카 정교회는 독립교회가 되었고, 일본 정교회는 자치교회가 되었다. 이리하여 일본 정교회는 일단 안정을 찾게 되었다. 초대 일본 대주교였던 니콜라이 카삿킨이 사도대등자로서 시성된 것도 이때였다.
그리고 1972년(쇼와 47년)에는 미국인 관구장이 은퇴하고 훼오도시 나가시마 신지(フェオドシイ(테오도시오스)永島新二; 1935~1999)가 관구장 주교로 착좌함으로써 드디어 진정한 의미에서의 자국인 지도자 시대가 개막되었다. 특히 이 시기에 일본 정교회는 오랫동안 현안이었던 재정 기반을 안정화하는 것에 어느 정도 성공하여 자치 교회에 상응하는 내실을 갖추게 되었다.
전후 일본 정교회로부터 떨어져 나가 러시아 정교회로 소속을 옮긴 교구들과의 관계는 소련 멸망 후에 개선되어 훼오도시 관구장에 의해 그들의 성당이 축성될 정도로 화해가 이루어졌다. 1999년(헤이세이 11年) 훼오도시 관구장주교가 숨을 거둔 후, 이듬해 5월 러시아 정교회의 모스크바 총대주교 알렉시 2세가 사상 최초로 일본을 방문하였다. 도쿄에서 아키히토 천황을 만난 알렉시 총대주교는 부활대성당(니콜라이 당)에서 신임 도쿄 대주교 겸 전 일본 관구장주교 다니일 누시로 이쿠오(ダニイル(다니엘)主代郁夫; 1938~ )의 착좌식에 참례하였다.
현재 다니엘 관구 대주교의 지도 아래 일본 정교회는 신자 수 1만여 명, 전국의 60여 곳의 성당, 3곳의 교구를 거느리고 있다.

## 교구 및 교계 제도
일본정교회는 현재 도쿄 대교구와 동일본교구, 서일본교구 등 세 곳의 교구가 존재한다. 도쿄 대교구의 주교좌는 일본의 수도인 도쿄에, 동일본 교구의 주교좌는 센다이에, 서일본 교구의 주교좌는 교토에 소재해 있다.

## 같이 보기
- 콘스탄티노폴리스 세계총대주교청
- 한국 정교회
- 일본 콥트 정교회